# Zima w małym miasteczku (obraz Maksymiliana Gierymskiego)
Zima w małym miasteczku (z topniejącym śniegiem) – powstały w 1872 obraz, autorstwa polskiego malarza pejzażysty Maksymiliana Gierymskiego, odzyskany przez Muzeum Narodowe w Krakowie w 2018 roku.

## Historia
Obraz powstał na dwa lata przed śmiercią artysty, na zamówienie Rudolfa Lepke z Berlina. Tego roku malarz przebywał w Polsce. Na międzynarodowej wystawie w Berlinie w 1872 nagrodzono jego obraz Wiosna w małym miasteczku. W zbiorach Muzeum Narodowego w Warszawie znajdują się dwa olejne szkice Zima w małym miasteczku o wymiarach 29 x 45,5 cm oraz 27,5 x 36,5 cm. Zima w małym miasteczku jest obrazem sygnowanym i datowanym:  M.Gierymski 1872. Na odwrocie widnieje znak, świadczący o przynależności do przedwojennej kolekcji krakowskiego muzeum.
Pejzaż autorstwa Gierymskiego zakupiło w 1938 Muzeum Narodowe w Krakowie w antykwariacie Franciszka Studzińskiego. Po zajęciu Krakowa przez Niemców w czasie II wojny światowej zarekwirowano go i przeniesiono do siedziby władz Generalnego Gubernatorstwa, która znajdowała się w gmachu Akademii Górniczej przy ul. Mickiewicza. Podczas okupacji obraz wisiał najpierw w gabinecie oficera Kajetana Muehlmanna odpowiedzialnego za zabezpieczanie przejmowanych dzieł sztuki, a następnie wyższego dowódcy SS i policji Friedricha-Wilhelma Krügera. W 1945 Niemcy podpalili część budynku, w której znajdowało się archiwum. Los obrazu Gierymskiego pozostawał nieznany. Przypuszczano, iż Zima w małym miasteczku spłonęła.
W listopadzie 2017 policjanci zabezpieczyli obraz na terenie jednej z krakowskich galerii handlowych. Przez siedemdziesiąt lat ukrywany był zwinięty w rulon na terenie Krakowa. Pozbawiony ram i noszący ślady uszkodzeń obraz Muzeum Narodowe w Krakowie przejęło 24 listopada w depozyt. Dzieło Gierymskiego zaprezentował 8 stycznia 2018 podczas specjalnej konferencji, zorganizowanej w Sukiennicach, minister Kultury i Dziedzictwa Narodowego prof. Piotr Gliński. Przy okazji prezentacji przypomniano, iż zdaniem sporządzającego spis strat wojennych Muzeum Narodowego w Krakowie dyrektora Feliksa Kopery, Zima w małym miasteczku była jednym z najważniejszych dzieł polskiego malarstwa zrabowanych z krakowskiej kolekcji.

## Galeria

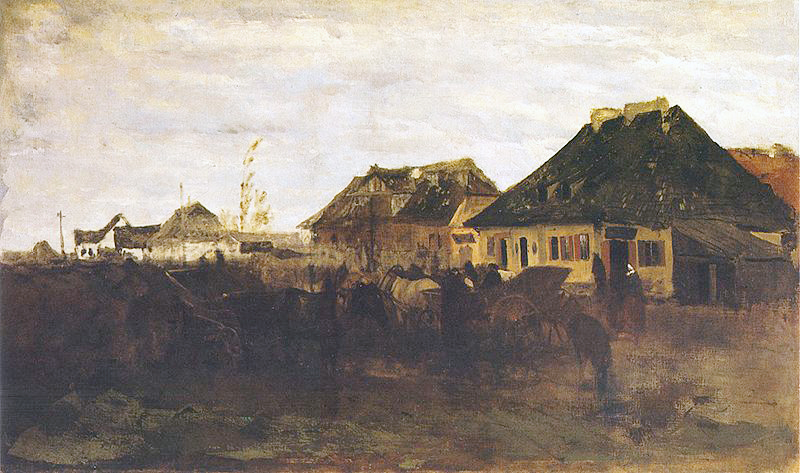
Zima w małym miasteczku, 1872, 27.5 × 36.5 cm
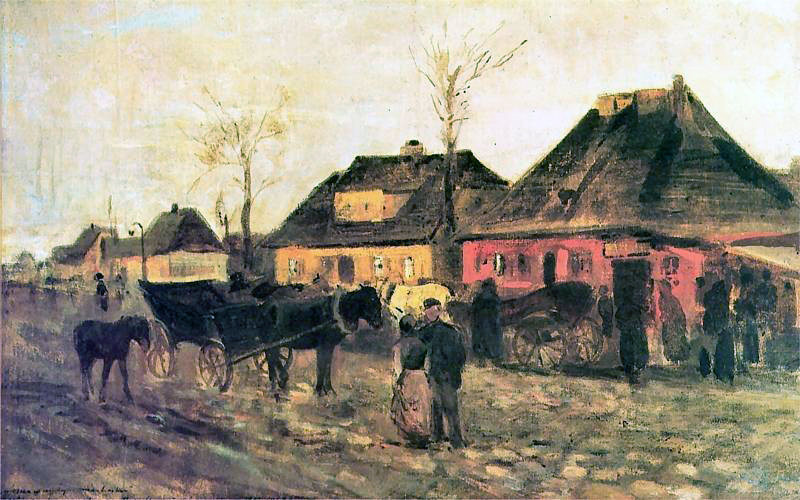
Zima w małym miasteczku (szkic II), 1872, 29 × 45.5 cm
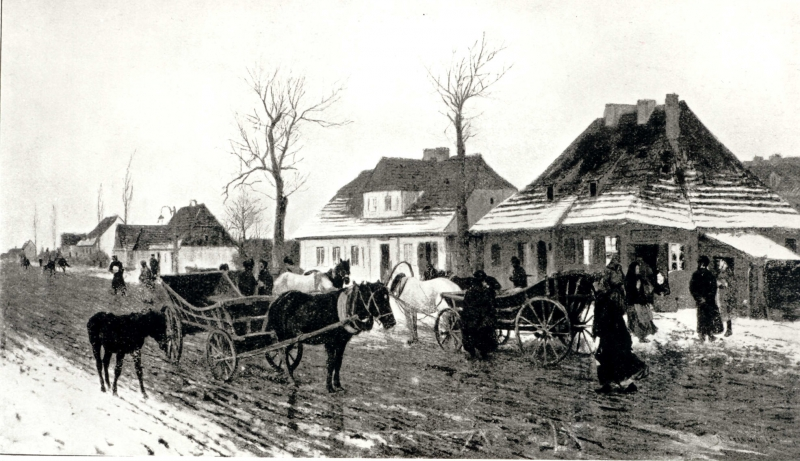
Zdjęcie przedwojenne
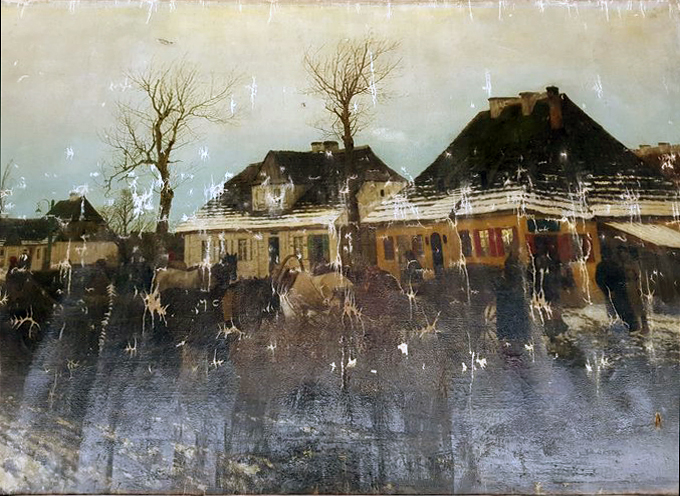
Przed renowacją